# Los Hermanos Dalton
Los Hermanos Dalton es un grupo de pop rock e indie pop español, originario de la localidad gaditana de San Fernando. Toman su nombre de Los Hermanos Dalton, personajes del cómic protagonizado por Lucky Luke.
Los Hermanos Dalton son hermanos: Josema, Jesús y Carlos Gómez Oneto, junto con sus padres, que a veces les hacen coros y además les dejan sitio para su estudio de grabación, al que llaman la Factoría Dalton.
Encuadrados también dentro del movimiento indie español, al contrario que otros, cantan en castellano, hacen un rock juvenil rápido, y reivindican a otros grupos españoles como La Granja, Los Elegantes o 091 (también andaluces).

## Biografía
Nacen en San Fernando (Cádiz), donde ganan el concurso de maquetas Pop Rock 91, que les sirve para grabar su primer disco, Luces de Hollywood, un miniálbum con 7 versiones de sus artistas favoritos, The Kinks, Lou Reed, Small Faces, Paul Collins, etc. 
Más tarde será Julio Ruiz con su programa Disco Grande de Radio 3 el que se fije en ellos y les adjudique el premio al mejor grupo de maquetas de 1992.
Después de editar su primer disco con la compañía DRO, reciben de manos de Jesús Ordovás el premio al grupo revelación del año 1992 del Diario Pop de Radio 3.
El grupo fue un trío hasta que en 2001, después de grabar el disco en directo Una noche más, se incorporan Andrés Derqui (Derqui Dalton) a la guitarra eléctrica y Antonio Mateo (Paolo Dalton) del grupo Champagne a la guitarra acústica y los teclados.
Han colaborado en bandas sonoras de series y de películas como Mensaka de Salvador García en 1998 y 800 balas de Álex de la Iglesia en 2002, incorporando canciones a veces hechas por encargo.
En 2002 grabaron un disco que se llamó Esperando una señal, pero que su compañía discográfica, DRO, no se atrevió a sacar al mercado en los primeros tiempos de Operación Triunfo. Pasaron siete años y después de varias ofertas que no llegaron a buen puerto el grupo decide sacarlo al mercado con su propio sello.
En 2010 el grupo cambia por completo y se dedica a hacer conciertos acústicos, para lo que se hacen acompañar de Octavio Perondi a las percusiones y Benji Montoya al acordeón, mandolina y guitarra acústica. La gira acústica termina en el Real Teatro de las Cortes de su ciudad natal, donde se realiza la grabación en directo del concierto, que se editará en octubre de 2011. Un disco y DVD en directo y que leva por título Sin moverte del sillón.
El año 2011 es de nuevo eléctrico y los tres hermanos vuelven a la formación original para presentar su Esperando una señal en directo. 
En enero de 2013 tocan en la sala El Sol de Madrid y en un concierto memorable anuncian la vuelta al estudio de grabación, pero no será hasta el 23 de septiembre de 2014 cuando sale a la calle Revolución su disco para volver a girar por los principales escenarios del país. En este caso se une al grupo como segunda guitarra Alberto Martínez, guitarrista del grupo Champagne.
En más de un cuarto de siglo que llevan tocando por todo el territorio nacional, han pisado los principales escenarios, incluidos los de los festivales más importantes, como el Doctor Music Festival, el Festimad, el Espárrago Rock, No sin Música o el Viñarock.
En el año 2016 empiezan una gira de celebración del 20 aniversario de su disco "Vitamina D", tocando el disco completo de principio a fin, acompañado por una selección de sus mejores canciones y ataviados con los trajes de superhéroes que les acompañaron en los grandes festivales de la época.

## Discografía
- Luces de Hollywood (Mini-álbum Versiones). La Factoría Records, 1992.
- Ya están aquí. Dro, 1993.
- Nada suena igual (Mini-álbum). Dro East West, 1994.
- Vitamina D. Dro East West, 1996.
- Crash. Dro East West, 1998.
- Una noche más (en directo). Dro East West, 2000.
- Esperando una señal, MadMan Records, 2009.
- Sin moverte del sillón (acústico en directo). MadMan Records, 2011.
- Revolución. WildPunk, 2014.[1]
- Viajar en el tiempo y otras historias, Hurrah!, 2024

## Sencillos
- Los latidos de siempre. Dro East West, 1993.
- El crimen del siglo. Dro East West, 1993.
- El mejor lugar. Dro East West, 1993.
- Nada suena igual. Dro East West, 1994.
- Pink Panter. Dro East West, 1994.
- Canciones Animadas. Dro East West, 1995.
- Provitamina D. Dro East West, 1996.
- Qué gran día. Dro East West, 1996.
- Fred Flinstone. Dro East West, 1996.
- Sin moverte del sillón. Dro East West, 1996.
- Perdiendo el tiempo. Dro East West, 1998.
- Espejos que no devuelven las miradas. Dro East West, 1999.
- Mucho mejor. Dro East West, 2000.
- Esperando una señal. MadMan, 2009.
- Los latidos de siempre (acústico). MadMan, 2011.
- Se acabó la fiesta. WildPunk, 2014
- Ya viene el Sol, 2023